# Застрял в тебе
«Застрял в тебе» (англ. Stuck on You) — американская кинокомедия режиссёров Бобби и Питера Фарелли.

## Сюжет
Боб и Уолт Тенор — сиамские близнецы со сросшимся боком и печенью, которые содержат закусочную в городке Оук Блаф (Массачусетс). Они очень разные по характеру люди. Уолт весьма общителен и легко находит общий язык с женщинами, тогда как Боб интроверт, с трудом ладящий с людьми, страдающий боязнью сцены. Он поддерживает отношения по переписке с девушкой Мэй Фонг, которая не знает, что он сиамский близнец. Физический недостаток не мешает Уолту вести очень активную жизнь. Он очень любит театр и получает роль в спектакле. После успеха на местном уровне Уолт убеждает брата попробовать сделать совместную карьеру в Голливуде.
Братья переезжают в Калифорнию, снимают там квартиру. Здесь они знакомятся с молодой актрисой Эйприл Мерседес. Некоторое время братья безуспешно пытаются найти своё место в шоу-бизнесе и, неожиданно, им улыбается удача. Уолт приглянулся Шер и вместе с братом он попадает в телевизионное шоу. Присутствие Боба на экране было скрыто при помощи специальных эффектов. В одночасье Уолт становится знаменитостью. После этого Боб решает встретиться с Мэй и договаривается о свидании. Он не хочет пугать девушку своим близнецом и остроумно пытается его скрыть. Однако, когда дело доходит до постели, скрыть присутствие Уолта уже невозможно, и девушка, решившая, что они гомосексуальная пара, в испуге скрывается. Тем временем в прессу попадают слухи о том, что близнецы собираются перенести операцию по разделению, и Теноры становятся знаменитостью масштаба страны. Братья не особенно к этому стремились, так как операция весьма рискованна, но новая жизнь вынуждает их к подобному шагу. Между ними происходит ссора, и братья проводят ночь в тюрьме. После этого им приходится смириться с неизбежным и они готовятся к хирургическому вмешательству.
Перед операцией Мэй снова возвращается к Бобу и просит прощения за своё поведение. Операция проходит успешно, и теперь братья могут жить каждый своей жизнью. На некоторое время они расстаются, но вскоре понимают, что им трудно жить друг без друга. Вскоре близнецы соединяются и решают вернуться в свой родной городок Оук Блаф. В концовке братья Тенор снова вместе, содержат небольшой ресторан. Боб женился на Мэй, а Уолт играет в местном театре.

## В ролях
| Актёр                | Роль                   |
| -------------------- | ---------------------- |
| Мэтт Деймон          | Боб Тенор              |
| Грег Киннир          | Уолт Тенор             |
| Ева Мендес           | Эйприл Мерседес        |
| Вэнь Ян Ших          | Мэй                    |
| Пэт Кроуфорд Браун   | Мимми                  |
| Рэй Валльер          | Рокет                  |
| Томми Сонгин         | Томми                  |
| Теренс Берни Хайнс   | Мо                     |
| Шер                  | Шер / Хани             |
| Джеки Флинн          | Говард                 |
| Сеймур Кэссел        | Морти O’Рейлли         |
| Гриффин Данн         | Гриффин Данн           |
| Бриджет Тобин        | Vineyard Cutie         |
| Дэнни Мёрфи          | Дики                   |
| Малкольм Дж. Чэс-мл. | Vineyard Buddie        |
| Скайлер Стоун        | Джордж                 |
| Дейн Кук             | офицер Фрайоли         |
| Стив Тайлер          | офицер Рени            |
| Джессика Коффил      | Bar Hottie             |
| Саид Бадрия          | помощник хирурга       |
| Даг Джонс            | пришелец из космоса #2 |
| Джей Лено            | Джей Лено              |
| Киле Санчес          | Pepper Spray Cutie     |
| Люк Уилсон           | в роли самого себя     |
| Рона Митра           | Bus Stop Bombshell     |
| Фрэнки Муниз         | в роли самого себя     |
| Мерил Стрип          | в роли самой себя      |
| Фернанда Лима        | в эпизодической роли   |